# Thierville-sur-Meuse

Thierville-sur-Meuse este o comună în departamentul Meuse din nord-estul Franței. În 2010 avea o populație de 3.071 de locuitori.

## Evoluția populației
| An        | 1975  | 1982  | 1990  | 1999  | 2006  | 2010  |
| --------- | ----- | ----- | ----- | ----- | ----- | ----- |
| Populație | 2.158 | 2.699 | 2.795 | 2.748 | 3.192 | 3.071 |